# Around Us Entertainment
Around Us Entertainment es una compañía de entretenimiento independiente de Corea del Sur, establecida por Yoon Doo-joon, Yang Yo-seob, Yong Jun-hyung, Lee Gi-kwang y Son Dong-woon del grupo masculino Highlight, anteriormente conocido como BEAST, después de abandonar su antigua discográfica Cube Entertainment.

## Historia
Después de que los contratos de los miembros de BEAST con Cube Entertainment expiraron, decidieron crear su propia compañía independiente para sus futuras promociones. El nombre Around Us fue acuñado "con el deseo de estar más cerca y comprometer a más personas con frecuencia". La etiqueta tiene como objetivo "crear música y contenido que todos puedan disfrutar fácilmente en cualquier parte alrededor de nosotros". En febrero de 2017, los antiguos miembros de BEAST se llamaron a sí mismos como Highlight, tras decidir suspender sus disputas legales sobre los derechos de autor del nombre BEAST con su antigua agencia Cube Entertainment.

## Artistas
- Highlight[5] (coreano: 하이라이트)
  - Yoon Doo-joon
  - Yang Yo-seob
  - Lee Gi-kwang
  - Son Dong-woon

- The Wind (coreano: 더윈드)
  - Kim Hee Soo
  - Thanatorn
  - Choi Han Bin
  - Park Hayuchan
  - An Chan Won
  - Jang Hyoun Joon